# Риболовецька вулиця (Київ)
Риболове́цька ву́лиця — вулиця в Голосіївському районі міста Києва, місцевість Віта-Литовська. Пролягає від Любомирської до Бродівської вулиці.

## Історія
Вулиця виникла в середині XX століття як вулиця без назви. Сучасна назва — з 1957 року.